# 聯合政府
聯合政府（coalition government）是多個政黨合作組建政府的一種政府形式。組建聯合政府的常見原因是選舉之後沒有任何一個政黨獲得絕對多數，這在實行多數制的國家非常少見，但在實施比例代表制的國家卻很常見。
另一個可能的情況是國家面臨困難或陷入危機（例如戰爭或經濟危機），聯合政府可提升國民對政府的信任與認同感，亦可減少國內政治紛爭。
過去曾有國家在危機時期由所有政黨組成跨黨派聯盟（例如國民團結政府、大聯合政府）。如果聯盟瓦解，總理與內閣可能會被不信任投票趕下台。發生這種情況時，其中一種作法是提前選舉，組建新的跨黨派聯盟；或是執政黨繼續以朝小野大的形式執政。

## 聯合執政協議
在多黨制國家，聯合執政協議 (coalition agreement) 是組建聯合政府的政黨之間經由協商達成的協議，明定內閣最重要的共同目標。協議的內容通常由議會黨團的領導人撰寫。有書面協議的聯合政府，會比沒有書面協議的聯合政府更有成效。

## 特徵和統計
從西方民主國家實施議會制的經驗來分析，聯合政府的形成與選舉制度、政黨政治、政治文化有密不可分的關係。最簡單地說，在議會制政體的運作過程中，政黨向選民提出政策主張，尋求最多民意的支持，並且表現於政黨在國會議員選舉所獲得的席次。假若有單一政黨可以獲得國會過半數席次，該黨可以掌握組閣權與行政權，順利推展政務。但是在多黨競爭的態勢下，如果沒有一個政黨可以獲得國會過半數的席位，其中兩個、或是多個政黨將透過政治協商，尋求合組聯合內閣，以利於政府政策的推行。
根據萊佛（Michael Laver）與熊費德（Norman Schofield）的研究，自1945年至1987年間，歐洲12個實施議會制的民主國家中，單一政黨在國會中掌握席次超過半數的比例僅有10%，而組成各種形式聯合內閣的比例則有57%，另有33%為少數內閣（Laver & Schofield，1990：70-71）。根據阿伦·李帕特分析全球32個議會制民主國家自1945年至1996年的內閣形式與其比例，則單一政黨最小獲勝內閣只佔37%，最小獲勝聯合內閣與過大規模聯合內閣則有45.7%，少數政府則有17.2%（Lijphard，1999：98）。

## 联合形式的划分
參考歐美學者的研究，聯合的理論與形式大致可以歸類為下列六種（Lijphard，1999：90-115）：
1. 最小獲勝聯合（minimal winning coalitions）
2. 最小規模聯合（minimum size coalitions）
3. 最少數目政黨聯合（coalitions with the smallest number of parties）
4. 最小範圍聯合（minimal range coalitions）
5. 最近關連獲勝聯合（minimal connected winning coalitions）
6. 政策取向的聯合（policy-viable coalitions）

而組織聯合政府的國家：英國、澳洲、愛爾蘭、義大利、日本國、马来西亚都有曾經組成聯合政府的例子。

## 支持和反对联合政府的各种观点
联合政府经常出现于采用基于比例代表制选举系统的国家。支持者称联合政府导向协商政治，因为这样一来，在政府政策方面，政府会在（常常基于不同的意识形态的）不同政党之间取得妥协。另一个好处是，联合政府更好的反映了选民的流行观点。
不赞成联合政府的人相信，这样的政府有难以驾驭的倾向和不穩定。这是因为联合会包含不同信念的不同政党，它们在政策走向上不总是互相赞同的。有时一个选举的结果有着这样的本质，它使得数学上最可能的联合在意识形态上最不可行，譬如弗兰德或者北爱尔兰。第二个可能的问题是少数党可能反而成为左右政局的人，特别是在票数接近的情况下，这使得它们获得的權力與所获的票数所反映出来的支持度不成比例地放大了。